# Masiv
Masiv (francosko: massif, 'masiven', 'kompakten') tudi gorska gmota je ime za različne večje tektonske enote večjih razsežnosti oziroma kompaktne povišane oblike reliefa, in / ali ime za določena območja na zemeljskem površju, ki se geološko razmeroma ostro razlikujejo od njihove okolice.

## Splošno
Masivi niso organizirani kot gorske verige in pogorja, vendar jih je mogoče vključiti v njih. Običajno so kompaktni, enoviti, in so obkroženi z dolinami ali pa po dolinskih prehodih tvorijo bolj ali manj popolnoma prostostoječo geomorfološko ali vsaj geološko enoto.
Ta morfološka neodvisnost je v mnogih primerih tudi geološko upravičena, ker se preperevanje ustreznih kamnin razlikuje od okoliških. Masivi imajo lahko različne tektonsko ali druge prejšnjo zgodovino. Na primer, skalne gmote s strmimi geološkimi mejami imenujemo skalni čok. Klifi so ostanki tektonskih pokrovov, ki so bili z erozijo ločeni od svoje prvotne skalne strukture. Odlomi so območja zemeljske skorje, ki so tektonsko izolirana od svoje okolice. V prostorskem obsegu je nekaj pomembnih razlik. Poleg tega so posamezni gorski masivi pogosto ločeni znotraj večjega gorskega območja.
- Mont Ventoux, podolgovat apnenčasti masiv v Provansalskih Alpah, Vaucluse, Francija
- Satelitska slika masiva Brandberg, Namibija, granitnega plutona izpostavljenega eroziji.
- Masivi v Alpah

## Gorski masivi
Posamezne, še posebej izrazite gore ali kompaktne gorske skupine imenujemo masivi. Zanje so značilne strme brežine in včasih tvorijo povišano planoto z žlebljenimi brežinami ali mizasto goro s planoto. Beseda se uporablja tudi za masivne, predvsem kamnite vulkane.
Med gorami z imenom "Masiv" so običajno sorazmerno najvišje gore - merjene od njihovega podnožja - na območju. V visokogorju so višine 300–500 m minimalne dimenzije za neodvisno goro, na primer Mont Ventoux se dviga na 1600 m nad dolino Rone. To še bolj velja za vulkane, kot je vulkanska veriga Vzhodne Afrike z masivom Kilimandžaro kot najvišja prosto stoječa gora na svetu, Elbrus ali Sveta Helena.
Primeri starih gora iz predalpskih časov v Evropi:
- Češki masiv na Češkem in v severovzhodni Avstriji
- Centralni masiv na jugu Francije
- Renski masiv (renska maša)
- Harz vključno z masivom Brocken v Nemčiji
- Masiva Rila-Rodopi in Pirin v Bolgariji